# アンブロワーズ・パレ
アンブロワーズ・バレ（Ambroise Paré, 1510年 - 1590年12月20日）は、フランスの王室公式外科医。近代外科の発展において重要な功績を残した。また、整骨術に関する著書はオランダ語訳を経て華岡青洲の手に渡り日本の外科医療に多大な影響を与えた。医学史家から「優しい外科医」と評され、自身も「我包帯す、神、癒し賜う」 (Je le pansai, Dieu le guérit.) という言葉を残している。

## 略歴
- 1510年にフランスのラヴァル近郊のブール＝エルサン (Bourg-Hersent) で生まれる（詳細な生年月日は不明）。
- 1533年から1536年にパリで見習いとして医学を学ぶ、その後は軍医として戦場で負傷した兵士の治療に当たった
- 1545年に銃創の治療に関する論文を発表、外科治療の重要な指標として治療に役立つ
- 1561年に人体解剖に関する論文を発表
- 1562年にシャルル9世の筆頭外科医に任命される[1]。
- 1582年に『大外科学全集』を発表、後の外科学の源になる

パレは身分の低い床屋外科出身であり医師ではなかったが、直接創傷に触れ治療をする現在でいう外科医であった。当時は医者は内科医を指し外科医は一段劣ると考えられていた。医学も学術というよりはお家芸に近く麻酔法や治療法などの技術の蓄積はほとんどなく、人体解剖も忌避されていた。医者は解剖をせず、床屋医者が行なった解剖の内容を聞き、従来の研究書と見比べるという状況であったとされる。
1537年、パレは軍医として従軍したフランス軍のトリノ遠征で兵士の治療にあたっていた。当時銃創の治療には煮えたぎった油を傷口に注ぐという治療法（焼灼止血法）が一般的であった。ある日怪我人が多く油を使い切ってしまった。そこで急遽パレは間に合わせの軟膏（レシピの詳細不明、卵白とテレピン油、ワセリンなどと伝えられることが多い）を用い治療を行なった。従来と違う治療を行なったパレは一晩中神に祈っていたとも、不安で眠れなかったとも伝えられる。しかし、時間経過とともに煮沸油よりもこの軟膏による治療の方が苦痛が少なく予後も良いことがわかり、パレは次第にこちらの治療に切り替えた。兵士からも受け入れられ、パレの名声は高まった。こうした現場における試行錯誤の結果、銃創治療以外にも血管を直接糸で縛って止血する血管結紮法を編みだすなど外科治療を変革し「近代外科学の祖」と讃えられている。1582年に発行した『大外科学全集』により名声を確立した。有名な言葉に「我包帯す、神、癒し賜う」 (Je le pansai, Dieu le guérit.“私は包帯するだけ。直すのは神様だ”とも) という言葉が残っている。一方で寄生虫の体内発生説を信じていた一面もあった。
パレは医学史家から「優しい外科医」という評価を得ている。その理由として焼灼止血法のような侵襲性の高い治療法から血管結紮法のような侵襲性の低い治療法に切り替えたこと、患者一人一人に対して愛護的な態度で接したことにある。病床にあったシャルル9世との会話でシャルル9世に「哀れな患者よりもっと良い手当をしてくれ」と言われ、パレは「それはできません。すべての病み人に国王と同じ手当をしているからです」と答えたという逸話が残っている。

## 著作
- 『怪物と驚異』（Des Monstres et Prodiges）　1573年、全38章。
- 『ミイラ、一角獣、毒およびペストの説』（Discours de la mumie, de la licorne, des venins et de la peste）　1582年。
- 『動物および人間の優越に関する書』　年代不明。

## 伝記
- 『床屋医者パレ』Jeanne Carbonnier (1894-1974)著　藤川正信訳　福武文庫(1995) ISBN 978-4828832005
- A burger-surgeon A life of Ambroise Pare, founder of modern surgery (1965) Jeanne Carbonnier著, Pantheon Books, ASIN:B0006BN2BC
- Ambroise Pare and His Times:1510-1590 (Classic Reprint) Stephen Paget著 Forgotten Books (2017) ISBN 978-0266453543